# Persone di nome Susanna
| Questa pagina contiene informazioni ricavate automaticamente dalle voci biografiche con l'ausilio del template Bio e di un bot. L'aggiornamento è periodico e automatico e ricostruisce completamente la pagina. Se manca una persona in questa lista, sei pregato di non aggiungerla, ma accertati piuttosto che la sua voce biografica contenga il template Bio e che i dati anagrafici siano correttamente compilati. Se il template Bio manca, inseriscilo tu stesso o, in alternativa, metti l'avviso {{tmp\|Bio}} che ne segnala la mancanza. Se i dati riportati sono sbagliati, correggi direttamente la voce biografica; le modifiche saranno visibili in questa lista entro pochi giorni. Per chiarimenti vedi il progetto antroponimi. La lista contiene solo le 76 persone che sono citate nell'enciclopedia e per le quali è stato implementato correttamente il template Bio. Pagina aggiornata al 7 apr 2025. |

Questa è una lista di persone presenti nell'enciclopedia che hanno il nome Susanna, suddivise per attività principale.

## Arpiste(1)
- Susanna Mildonian, arpista belga (Venezia, n. 1940 - Bruxelles, † 2022)

## Attrici(4)
- Susanna Fassetta, attrice e doppiatrice italiana (Venezia, n. 1961)
- Susanna Foster, attrice statunitense (Chicago, n. 1924 - Englewood, † 2009)
- Susanna Javicoli, attrice, doppiatrice e dialoghista italiana (Roma, n. 1954 - Roma, † 2005)
- Susanna Thompson, attrice statunitense (San Diego, n. 1958)

## Bassiste(1)
- Suzi Quatro, bassista, cantante e attrice statunitense (Detroit, n. 1950)

## Calciatrici(2)
- Susanna Lehtinen, ex calciatrice finlandese (Helsinki, n. 1983)
- Susanna Manzoni, calciatrice italiana (Terlizzi, n. 1989)

## Cantanti(5)
- SuRie, cantante britannica (Harlow, n. 1989)
- Susanna Heikki, cantante finlandese (Kolari, n. 1973)
- Susanna Hoffs, cantante, chitarrista e compositrice statunitense (Los Angeles, n. 1959)
- Suzy, cantante e musicista portoghese (Figueira da Foz, n. 1980)
- Susanna Wallumrød, cantante norvegese (Kongsberg, n. 1979)

## Cantautrici(1)
- Susanna Parigi, cantautrice, musicista e compositrice italiana (Firenze, n. 1961 - Milano, † 2023)

## Cavallerizze(1)
- Susanna Bordone, cavallerizza italiana (Milano, n. 1981)

## Cestiste(4)
- Susanna Bonfiglio, ex cestista italiana (Savona, n. 1974)
- Sue Geh, cestista australiana (Canberra, n. 1959 - Canberra, † 1998)
- Susanna Padovani, ex cestista italiana (Milano, n. 1963)
- Susanna Stabile, ex cestista e allenatrice di pallacanestro italiana (Carini, n. 1980)

## Cicliste su strada(1)
- Susanna Zorzi, ex ciclista su strada italiana (Thiene, n. 1992)

## Coreografe(1)
- Susanna Beltrami, coreografa italiana (Verona, n. 1959)

## Danzatrici(2)
- Susanna Egri, ballerina e coreografa ungherese (Budapest, n. 1926)
- Susanna Salvi, ballerina italiana (Rieti, n. 1990)

## Danzatrici su ghiaccio(1)
- Susanna Rahkamo, ex danzatrice su ghiaccio finlandese (Helsinki, n. 1965)

## Direttrici d'orchestra(1)
- Susanna Mälkki, direttrice d'orchestra e violoncellista finlandese (Helsinki, n. 1969)

## Drammaturghe(1)
- Susanna Centlivre, drammaturga e attrice teatrale britannica (n. 1667 - † 1723)

## Fotografe(1)
- Susanna Majuri, fotografa finlandese (Järvenpää, n. 1978 - Ikaalinen, † 2020)

## Ginnaste(1)
- Susanna Marchesi, ex ginnasta italiana (Arezzo, n. 1980)

## Giornaliste(4)
- Susanna Blättler, giornalista e autrice televisiva italiana (Roma, n. 1956)
- Susanna Cutini, giornalista italiana (Arezzo, n. 1962)
- Susanna Galeazzi, giornalista e conduttrice televisiva italiana (Roma, n. 1978)
- Susanna Petruni, giornalista italiana (Roma, n. 1961)

## Imprenditrici(1)
- Susanna Agnelli, imprenditrice, politica e scrittrice italiana (Torino, n. 1922 - Roma, † 2009)

## Insegnanti(1)
- Susanna Gregory, insegnante e scrittrice britannica (n. 1958)

## Mezzofondiste(1)
- Susanna Sullivan, mezzofondista e maratoneta statunitense (n. 1990)

## Miniatrici(1)
- Susanna Horenbout, miniatrice fiamminga (Fiandre - Inghilterra)

## Modelle(2)
- Mini Andén, supermodella svedese (Stoccolma, n. 1978)
- Susanna Huckstep, ex modella e showgirl italiana (Trieste, n. 1969)

## Nobildonne(3)
- Susanna di Borbone, nobildonna (n. 1491 - Châtellerault, † 1521)
- Susanna Gonzaga, nobildonna italiana (n. 1485 - Petralia Sottana, † 1556)
- Susanna Dalbiac, nobildonna inglese (Heningford, n. 1814 - † 1895)

## Nobili(3)
- Susanna Gonzaga, nobile e religiosa (Mantova, n. 1447 - Mantova, † 1481)
- Susanna di Baviera, nobile (Monaco di Baviera, n. 1502 - Neuburg, † 1543)
- Susanna Enrichetta di Lorena, nobile francese (n. 1686 - Parigi, † 1710)

## Nuotatrici(1)
- Susanna Pedotti, nuotatrice artistica italiana (Milano, n. 2004)

## Ostacoliste(1)
- Susanna Kallur, ex ostacolista svedese (Huntington, n. 1981)

## Pattinatrici artistiche su ghiaccio(2)
- Susanna Driano, ex pattinatrice artistica su ghiaccio italiana (Seattle, n. 1957)
- Susanna Pöykiö, ex pattinatrice artistica su ghiaccio finlandese (Oulu, n. 1982)

## Pilote automobilistiche(1)
- Susanna Raganelli, ex pilota automobilistica italiana (Roma, n. 1946)

## Politiche(6)
- Susanna Donatella Campione, politica italiana (Tripoli, n. 1966)
- Susanna Camusso, politica e sindacalista italiana (Milano, n. 1955)
- Susanna Ceccardi, politica italiana (Pisa, n. 1987)
- Susanna Cenni, politica italiana (Monteroni d'Arbia, n. 1963)
- Susanna Cherchi, politica italiana (Iglesias, n. 1955)
- Susanna Madora Salter, politica e attivista statunitense (Smith Township, n. 1860 - Norman, † 1961)

## Registe(3)
- Susanna Nicchiarelli, regista, attrice e sceneggiatrice italiana (Roma, n. 1975)
- Susanna Salonen, regista finlandese (Lahti, n. 1966)
- Susanna White, regista britannica (n. 1960)

## Religiose(1)
- Susanna Wesley, religiosa britannica (Londra, n. 1669 - Londra, † 1742)

## Saltatrici con gli sci(1)
- Susanna Forsström, saltatrice con gli sci finlandese (Lahti, n. 1995)

## Scacchiste(1)
- Sonja Graf, scacchista tedesca (Monaco, n. 1908 - New York, † 1965)

## Scenografe(1)
- Susanna Codognato, scenografa italiana (Padova, n. 1959)

## Schermitrici(1)
- Susanna Batazzi, ex schermitrice italiana (Chiaravalle, n. 1957)

## Scrittrici(6)
- Susanna Clarke, scrittrice inglese (Nottingham, n. 1959)
- Susanna Jones, scrittrice britannica (Kingston upon Hull, n. 1967)
- Susanna Kaysen, scrittrice statunitense (Cambridge, n. 1948)
- Susanna Moore, scrittrice statunitense (Bryn Mawr, n. 1948)
- Susanna Raule, scrittrice italiana (La Spezia, n. 1981)
- Susanna Tamaro, scrittrice italiana (Trieste, n. 1957)

## Showgirl(1)
- Susanna Messaggio, showgirl, educatrice e attrice italiana (Milano, n. 1963)

## Soprani(1)
- Susanna Rigacci, soprano svedese (Nacka, n. 1958)

## Traduttrici(1)
- Susanna Basso, traduttrice italiana (Torino, n. 1956)

## Senza attività specificata(4)
- Susanna Fontanarossa, italiana (Val Bisagno, n. 1435 - † 1489)
- Susanna Hall, inglese (Stratford-upon-Avon, n. 1583 - Stratford-upon-Avon, † 1649)
- Susanna Ronconi, brigatista, terrorista e saggista italiana (Venezia, n. 1951)
- Susanna di Roma, romana (n. 280 - Roma, † 294)